# Josip Zhishman
Josip Zhishman (tudi Josip Čižman), slovenski cerkvenopravni zgodovinar in jezikoslovec, * 18. februar 1820, Ljubljana, † 4. september 1894, Dunaj.

## Življenje in delo
Rodil se je očetu Jožef Čižman, profesorju ljubljanske realke in mati Elizabeti (rojena Nadloga). Gimnazijo (1832–1837) in licej je obiskoval v Ljubljani. Leta 1839 je peš odšel na Dunaj, kjer je študiral pravo (1840 je bil Knafljev štipendist) in ga leta 1843 končal. Nadaljeval je s študijem orientalskih jezikov, bil 1848 promoviran za doktorja filologije in do 1851 delal v filološkem in zgodovinskem seminarju dunajske univerze. Ko je 1851 opravil državni izpit iz zgodovine, zemljepisa, latinščine in grščine za vse gimnazijske razrede, je v Trstu postal suplent na državni gimnaziji in 1852 redni učitelj. Leta 1853 je bil premeščen na Terezijansko akademijo na Dunaj. Ob pisanju življenjepisa humanista Ivana Bessariona se je začel podrobneje ukvarjati z vzhodnim cerkvenim pravom, organizacijo in pravnimi razmerami vzhodne cerkve. Nato je še več let sistematično proučeval grške cerkvene očete, bizantinske in druge vzhodne kanoniske pravnike. Leta 1864 je predlagal ustanovitev katedre za vzhodno cerkveno pravo na dunajski univerzi in se ponudil za predavatelja; 1867 je bila katedra ustanovljena, Zhishman pa je postal na njej izredni in 1871 redni profesor. Od 1870 je bil član državne izpraševalne komisije za pravnozgodovinske izpite, 1877–1878 in 1885–1886 dekan pravne fakultete, nato še rektor univerze. Po upokojitvi 1887 je bil imenovan za ravnatelja družinske cesarske fideikomisne knjižnice. 
Avstrijsko minstrstvo za bogočastje je 1861 Zhishmanu poverilo nalogo, naj sistematično obdela ženitno pravo vzhodne cerkve. V ta namen je Zhishman študiral rokopisno gradivo po knjižnicah v Münchnu, Parizu in Oxfordu. Na podlagi tega je  napisal obsežno knjigo Das Eherecht d. orientalischen Kirche I–IV (Dunaj 1863), s katero je postal utemeljitelj vzhodne cerkvenopravne znanosti. S tem delom se dotlej ni moglo primerjati nobeno drugo, saj je pisano izključno na podlagi virov. Napisal je mdr. še knjige: Die Unionsverhandlungen zwischen d. orientalischen u. römischen Kirche (Dunaj 1858), Memorandum über die Organisierung d. kirchlichen Aemter an den Kathedralen d. orient. Kirche (1864), Die Synoden u. d. Episkopal-Aemter in d. morgenländ. Kirche (Dunaj 1867), Das Stifterrecht in d. morgenländ. Kirche (1888) in vrsto pravnozgodovinskih študij. Kot strokovni referent ministrstva za vzhodne cerkve je mdr. sestavil: 1872 referat o ustanovitvi pravoslavne metropolije v bukovinskih Černovicah (Černivcy); 1873 osnutek za ustanovitev bogoslovne fakultete prav, 1874 ustanovno diplomo za pravoslavno škofijo v Černovcyh in v Kotorju; 1880 osnutka za ustanovitev pravoslavnega semenišča in 1883 poslovni red za konzistorij pravoslavne metropolitije v Sarajevu.
V letih 1867–1875 je prestolonaslednika Rudolfa poučeval klasične jezike, zemljepis in zgodovino, od 1875 cerkveno pravo. Zanj je izdelal gimnazijski učni načrt, bil komisar pri njegovih izpitih in imel velik vpliv na liberalno vzgojo prestolonaslednika in na njegov odnos do pravoslavne cerkve, ki se je razlikoval od uradnega pogleda na dvoru. Užival je mednarodni ugled kot strokovnjak za pravno zgodovino vzhodne cerkve. Njegove teološke, zgodovinske, jezikoslovne in pravne sposobnosti so mu omogočile znanstveno proučevanje stroke, ki v njegovem času še ni bila sistematično raziskana. Znal je številne jezike, med drugim armenščino in arabščino. V letih 1873–1877 je bil upravitelj Knafljeve ustanove, sicer pa skrbel za slovenske študente in jih podpiral. Vse premoženje je zapustil domu za slepe za gojence s Kranjske (v 8. okraju na Dunaju).

## Priznanja
- zlata medalja za znanost in umetnost; 1865)
- droctor honoris causa (častni doktor); 1873
- red železne krone z viteškim naslovom; 1897
- dvorni svetnik; 1881